# Тимірязєвка
Тиміря́зєвка (каз. Тимирязев) — село у складі Сарикольського району Костанайської області Казахстану. Адміністративний центр та єдиний населений пункт Тимірязєвської сільської адміністрації.
Населення — 813 осіб (2021; 872 у 2009, 1147 у 1999, 1518 у 1989).